# Membrana basilare

Sezione dell'organo del Corti mostrante la membrana basilare

Sezione della cloclea

La membrana basilare all'interno della coclea, nell'orecchio interno, è un elemento strutturale rigido che separa due tubi pieni di liquido che corrono lungo la spirale della coclea, nel dotto cocleare e nella scala timpanica (vedi figura).

## Struttura
La membrana basilare è una pseudo struttura risonante che, come la corda di uno strumento musicale, varia in larghezza e rigidità. La "corda" della membrana basilare non è un insieme di corde parallele, come in una chitarra, ma una lunga struttura che ha proprietà diverse (larghezza, rigidità, massa, smorzamento e le dimensioni dei condotti ai quali si accoppia) a diversi punti lungo la sua lunghezza. Il movimento della membrana basilare è generalmente descritto come un'onda. I parametri della membrana in un dato punto lungo la sua lunghezza determinano la frequenza caratteristica (CF), la frequenza alla quale è più sensibile alle vibrazioni sonore. La membrana basilare è più ampia (0.42–0.65 mm) e meno rigida all'apice della coclea e stretta (0.08–0.16 mm) e più rigida alla base. I suoni ad alta frequenza si localizzano vicino alla base della coclea (vicino alla finestra rotonda e ovale), mentre i suoni a bassa frequenza si localizzano vicino all'apice.

## Funzione

### Separazione endolinfa-perilinfa
I fluidi che circolano in questi due tubi, l'endolinfa e la perilinfa, sono molto differenti dal punto di vista chimico, biochimico ed elettrico. Pertanto, sono tenuti rigorosamente separati. Questa separazione è la funzione principale della membrana vestibolare (tra la scala vestibolare e la scala cocleare), ed è anche la funzione del tessuto della membrana basilare come le cellule solco, interne ed esterne, (indicate in giallo) e la lamina reticolare dell'organo del Corti (mostrata in magenta). Per l'organo del Corti la membrana basilare è permeabile alla perilinfa. Qui il confine tra endolinfa e perilinfa avviene nella lamina reticolare, sul lato endolinfa dell'organo del Corti.

### Unabaseper le cellule sensoriali
La membrana basilare è anche la base per le cellule sensoriali dell'udito, le cellule ciliate che sono dotate di stereociglia. Ci sono circa 15.000 cellule ciliate per ogni orecchio umano (vedi figura). Questa funzione di base delle cellule sensoriali dà il suo nome alla membrana basilare ed è presente in tutti i vertebrati terrestri. Grazie alla sua posizione, la membrana basilare pone le cellule ciliate in una posizione in cui sono adiacenti sia all'endolinfa che alla perilinfa, precondizione della funzione delle cellule ciliari.

### Dispersione di frequenza
Una terza, evolutivamente più giovane, funzione della membrana basilare è fortemente sviluppata nella coclea della maggior parte delle specie di mammiferi e debolmente sviluppata in alcune specie di uccelli:
la  dispersione delle onde sonore in entrata in frequenze separate spazialmente. In breve, la membrana è rastremata ed è più rigida ad una estremità rispetto all'altra. Inoltre, le onde sonore che viaggiano verso la fine flessibile della membrana basilare devono viaggiare attraverso una colonna di fluido più lunga di quelle che viaggiano verso la parte più vicina, più rigida. Ogni parte della membrana basilare, insieme con il fluido circostante, può quindi essere ritenuta come un sistema di "massa-molla" con diverse proprietà risonanti: elevata rigidità e bassa massa, quindi alle alte frequenze di risonanza nel tratto iniziale, e bassa rigidità e massa elevata alle basse frequenze di risonanza, alla fine. Questo fa sì che l'ingresso di un suono di una certa frequenza faccia vibrare alcune zone della membrana più di altre. Come mostrato in esperimenti del premio Nobel Georg von Békésy, le alte frequenze portano a vibrazioni massime alla fine della spirale cocleare, in cui la membrana è stretta e rigida, mentre le basse frequenze portano a vibrazioni massime all'apice della spirale cocleare, dove la membrana è più ampia e più flessibile. Questo concetto può essere descritto quantitativamente dalla funzione di Greenwood e dalle sue varianti.
Le vibrazioni sonore viaggiano come onde lungo questa membrana, lungo la quale, negli esseri umani, si trovano circa 3.500 cellule ciliate interne per singola fila. Ogni cellula è collegata a una piccola cornice triangolare. Le ciglia sono poco sviluppate alla fine delle cellule, che sono molto sensibili al movimento. Quando la vibrazione della membrana fa oscillare le cornici triangolari, le ciglia sulle cellule vengono ripetutamente spostate e producono flussi di impulsi corrispondenti nelle fibre nervose, che vengono trasmessi al condotto uditivo.
Le cellule ciliari esterne restituiscono energia per amplificare l'onda viaggiante, fino a 65 dB in alcuni punti.

## Galleria d'immagini

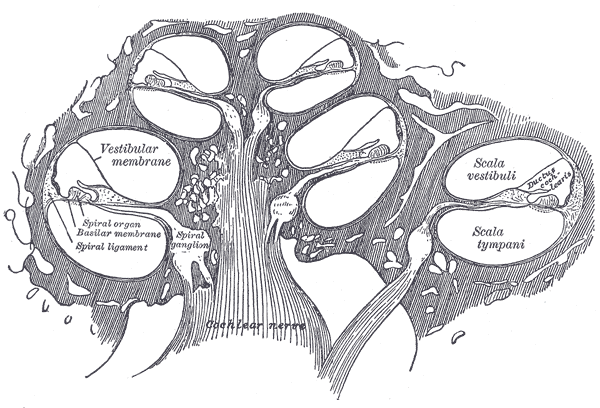
Sezione longitudinale della coclea.
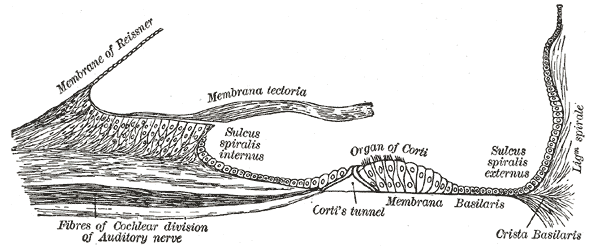
Pavimento del dotto cocleare.
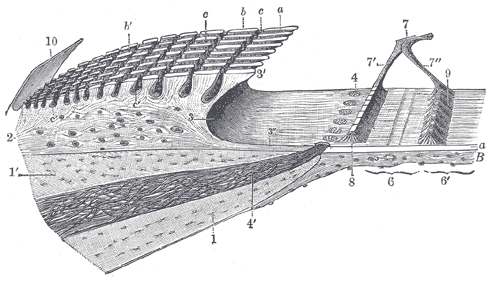
Spiral limbus membrana basilare.
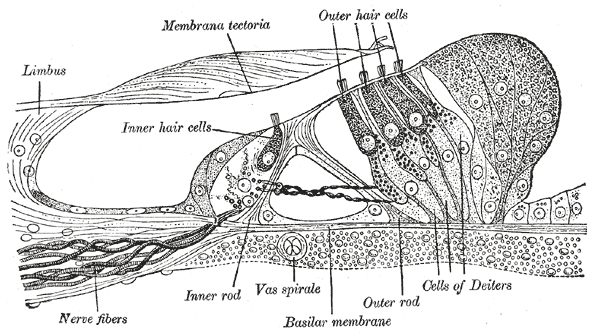
Sezione della spirale dell'organo del Corti (ampliata)
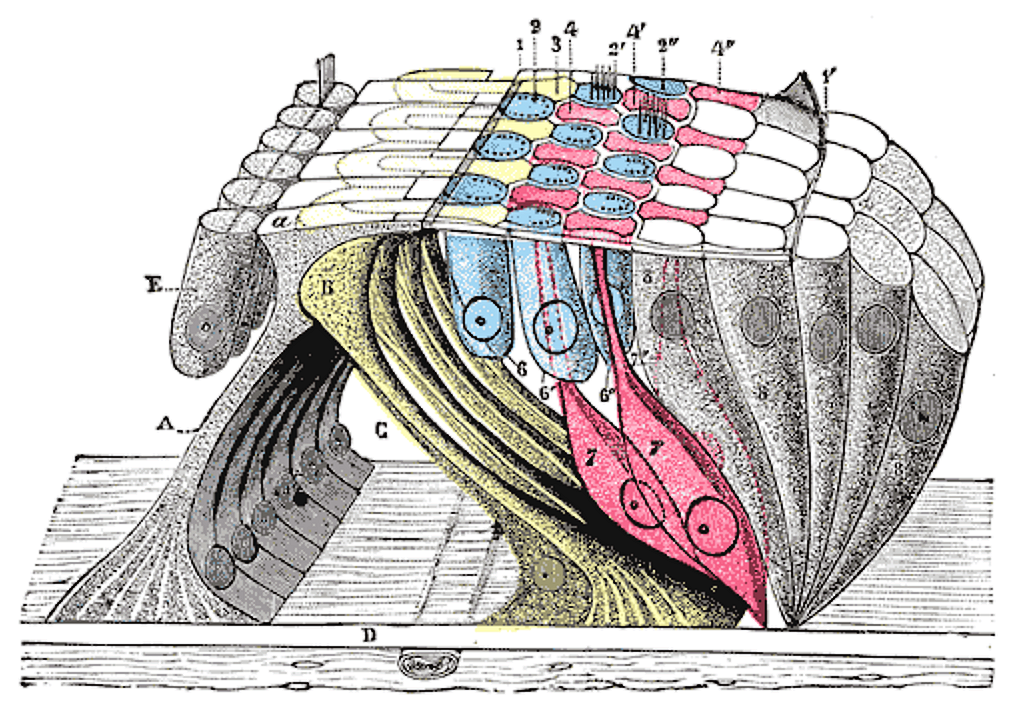
Membrana reticolare e strutture adiacenti.